# Park Jin-joo
Park Jin-joo, née le 24 décembre 1988 à Gwangju, est une actrice sud-coréenne. Elle joué dans plusieurs séries télévisées telles que Don't Dare to Dream (2016) et Something About 1 Percent (2016).

## Filmographie sélective

### Cinéma
- 2011 : Hwang Jin-hee dans Sunny de Kang Hyeong-cheol
- 2017 : Woman who confess love to Kang Joon-young My Sassy Girl
- 2018 : Kang Yun-ju dans Le Jour de la banqueroute nationale de Choi Kook-hee
- 2018 : Linda dans Swing Kids de Kang Hyeong-cheol
- 2018 : Ok-hee dans The Princess and the Matchmaker de Hong Chang-pyo
- 2019 : Livreuse de restaurant chinois dans The Divine Fury de Jason Kim
- TV series
- 2019: Lee Seon-Joo in Her Private Life from  Hong Jong-chan